# 巴蜀文化

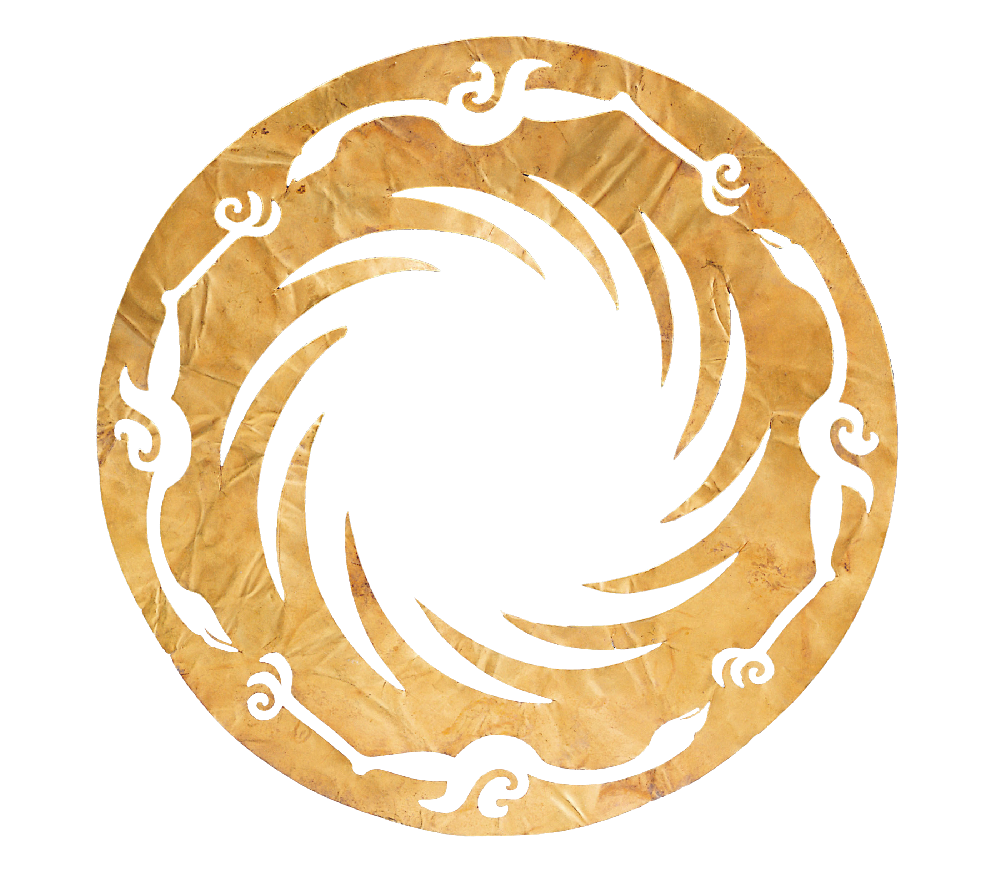
金沙遗址出土的太阳神鸟金饰之图案

巴蜀文化，又称为四川文化，源远流长已有5000余年发展历程，在中国上古三大文化体系中占有重要地位，与齐鲁文化、三晋文化等地地域文化共同构成辉煌灿烂的中国文明。巴蜀大地是中华民族的又一摇篮，是人类文明的发祥地之一。从秦汉到近、现代巴蜀大地产生了司马相如、扬雄、陈子昂、李白、李珣、李舜弦、苏轼、张木式、杨升庵、李调元、李壽民、李劼人、郭沫若、巴金等文化巨匠，在许多文化领域，诸如汉赋、唐诗、宋词、蜀学、史学、道教、天文、易学等方面，都处于当时中国前列。巴蜀的文化和宗教，与齐鲁的儒学、三晋的法学、荆楚的道家，共同形成了中国古代文化的显著特色。

## 发源
古之蜀国，約初创于夏同時期，灭亡于战国晚期，前后延续了一两千年之久。第一位蜀王名蚕丛，本是山地民族，过的是半农半牧的定居生活兼之手工业。蚕丛氏之后的蜀王有柏灌氏、鱼凫氏，三代蜀王各传承数百年，古书称之为各为“数百岁”。鱼凫后来被杜宇打败，杜宇成为蜀王，杜宇王倡导农耕，兼之从事多种生产活动。再后来杜宇被迫让位给善长治水的鳖灵氏，鳖灵建立的蜀开明王朝，绵传十二世，公元前316年终为秦国所灭。巴国初创于西周，是最早受周王室分封的姬姓诸侯之一。“巴”，也是一个古老的民族，其远祖为黄帝部落的一支。后来，巴人长居陕南，发迹汉中，流徙荆楚，入川占渝，定都江州。巴人在渝，历经三百多年之久。由于巴蜀近为毗邻，两者文化经济，民风世俗，相互渗透，彼此互补，最后渐趋同一，形成了相互影响的奇特地域文化——巴蜀文化。

## 特色

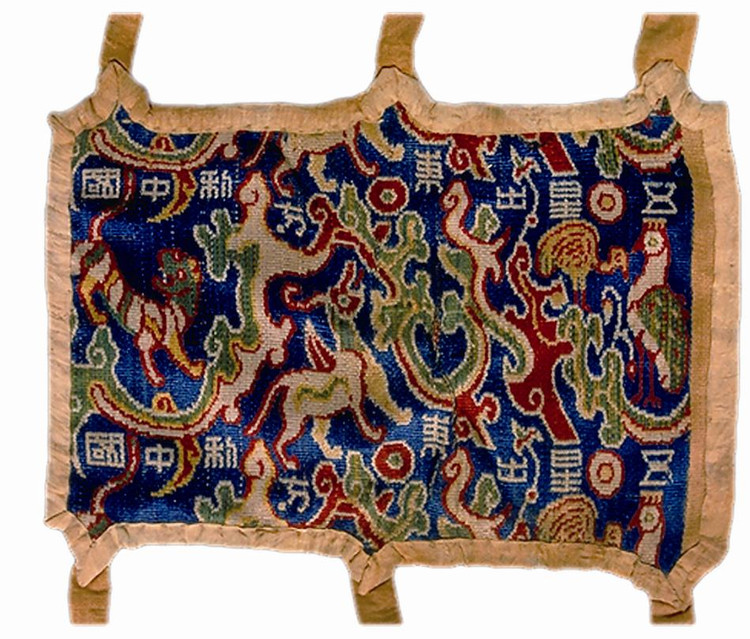
在新疆尼雅古墓中發現的蜀錦「五星錦」，大約製作於公元1–4世紀期間。

秦灭巴蜀后，原本拥有独立文化体系的四川地区逐渐被纳入中原文化体系，但由于地处盆地的相对封闭的自然条件，在四川地区逐渐发展出了有别于中原地区的独特的地方文化與認同意識（盆地意識）。虽然在巴蜀时期，巴文化与蜀文化之间交流就十分密切，并且相对于中原文化具有一定的共同特征，但巴蜀地区形成统一的文化，成为一个相对独立的文化区域的时间为汉朝。在宋末元初、元末明初和明末清初，四川地区三次经历了长期战乱，经济凋敝，人口锐减，使自巴蜀时期以来一直繁荣的巴蜀文化遭受重创。之后的清初“湖广填四川”的大移民运动奠定了现今巴蜀文化的基础，并使其独特性保留至今，同时形成了以四川话、川剧、川菜、川酒、川茶、川盐、川药、川江、川军、蜀绣、蜀锦、蜀学等为代表的具有强烈地方特色的文化符号。

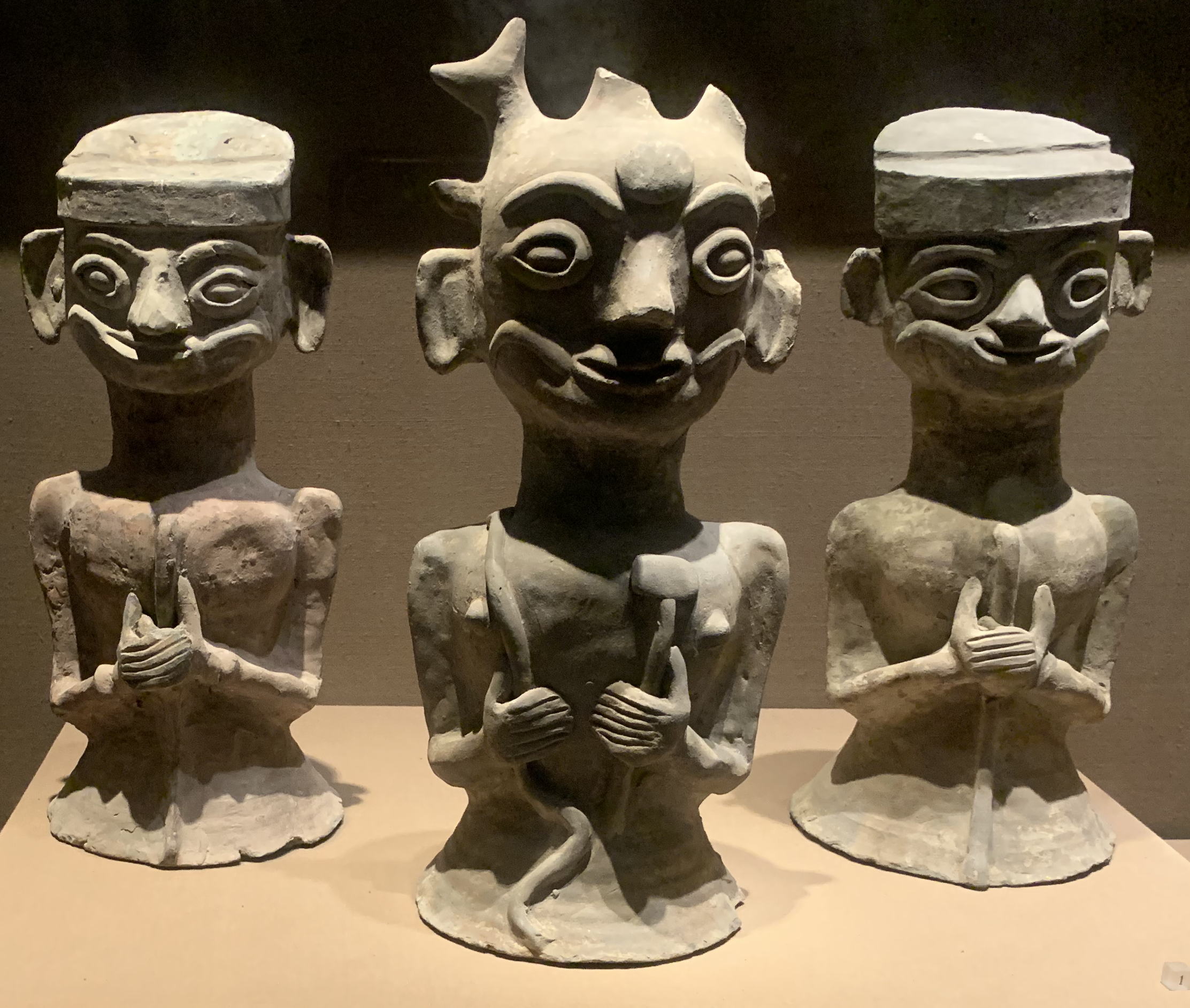
成漢時期陶俑

宗教方面，巴蜀地區鬼神觀念特別流行，巫祝（占卜祭祀之人）的作用特別明顯。這種特徵可追溯至古蜀王國時代。《蜀王本紀》載：「李冰以秦時為蜀守，謂汶山為天彭闕，號曰天彭門，云亡者悉過其中，鬼神精靈數見。」另一方面，追求長生不老和修仙的神仙學非常盛行。這些特徵為公元二世紀天師道的創立提供了沃土。成漢在蜀地立國時，便獲得天師道首領范長生的全力支持。道教在成漢境內廣為流傳。根據呂子方和蒙文通的研究，《山海經》可能是產生於巴蜀地區的最早著作。明朝曹學佺的《蜀中廣記》卷九六〈著作記第六〉中，也將《山海經》引入蜀人著述。
東方教會（景教）於公元7世紀傳入四川，傳教士在成都原古蜀國七寶樓遺址上修建了大秦寺（景教教堂）珍珠樓（參見四川景教）。中山大學教授黎國韜認為前、後蜀時期的巴蜀人一度信奉源於波斯的祆教（參見四川祆教），並考證川主二郎神很可能是演變自祆教風神維施帕卡。天主教於1640年傳入四川，18世紀在巴蜀地區流傳甚廣。法國教士古伯察在1850年出版的《韃靼西藏旅行記》中提到當時四川是全國天主教最為興盛的地區（參見四川天主教）。
由於遠離中原地區，巴蜀受儒家文化的影響相對較小。和中原、齊魯、江浙等地相比，巴蜀人不遵儒家規範之態更多。《天下四川》一書中描述巴蜀人的文化特徵為「四川出才子，不出貞婦。出文化莽漢，不出道德聖賢。四川人的文化品格，為中國文化貢獻出一個偏離儒家正統的異端列傳，一個以自由精神去克服、對抗、藐視和顛覆儒家禮教與皇權專制的文化集團。」

### 川剧
川剧是巴蜀文化的一大特色。早在唐代（公元618至公元907）就有“蜀戏冠天下”的说法。清代乾隆（公元1661年至1735年）时在本地车灯戏基础上，吸收融汇苏、赣、皖、鄂、陕、甘各地声腔，形成含有高腔、胡琴、昆腔、灯戏、弹戏五种声腔的用四川话演唱的“川剧”。其中川剧高腔曲牌丰富，唱腔美妙动人，最具地方特色，是川剧的主要演唱形式。川剧帮腔为领腔、合腔、合唱、伴唱、重唱等方式，意味隽永，引人入胜。川剧语言生动活泼，幽默风趣，充满鲜明的地方色彩，浓郁的生活气息和广泛的群众基础。常见于舞台的剧目就有数百，唱、做、念、打齐全，妙语幽默连篇，器乐帮腔烘托，“变脸”、“喷火”、“水袖”独树一帜，再加上写意的程式化动作含蓄着不尽的妙味……。川剧为世人所喜爱并远涉重洋传遍世界。川剧名戏《白蛇传·金山寺》、《死水微澜》更是在国内外流传甚广。人称“巴蜀鬼才”的当代川籍剧作家魏明伦，借鉴国内外各剧种和其它艺术门类的长处，大胆革新传统川剧，创作出《潘金莲》、《易胆大》、《巴山秀才》、《夕照祁山》、《中国公主杜兰多》等多个优秀剧目，对川剧发展做出了特殊贡献。川剧最有名的绝活是变脸。川剧“变脸”绝技源自传统戏《归正楼》，表现义盗贝戎劫富济贫，遭到官兵追捕，以变脸巧妙脱身。

## 与南方丝绸之路的联系
在南方丝绸之路上，先秦至西汉时期分布着由西南地区各族所创造的青铜文化，包括昆明、滇青铜文化、夜郎青铜文化以及《史记》、《汉书》等记载的位于蜀滇之间的邛、笮青铜文化等。在灵关道上，四川宝兴汉塔山、西昌安宁河谷、盐源老龙头、云南楚雄万家坝、德钦永芝等地出土的青铜器各逞其美，颇具艺术魅力。尽管历史洗净铅华，昔日灵关道上文化往还的生动景象已不复再现，但灵关道上的青铜器却以其斑驳的外表征示了历史的厚重与沧桑，以其造型和风格默默地述说着西北文化沿此道向西南地区传播的许多信息。五尺道上的青铜文化与灵关道上的青铜文化风格迥异，相映生辉。云南的昭通张滩、曲靖八塔台、昆明羊甫头、呈贡天子庙、晋宁石寨山、江川李家山等地出土的青铜器则表现出南丝路上青铜文化的另一种风姿。永昌道是南丝路即将出境的一段，沿途的青铜文化更显露出特殊风貌，散发出别样的异域风采，呼应着历史深处的隐隐驮铃……这些青铜文化的产生、形成年代大多在春秋战国时代，其青铜文化的来源多与位于其北面的巴蜀文化有着深刻关系。

## 圖集

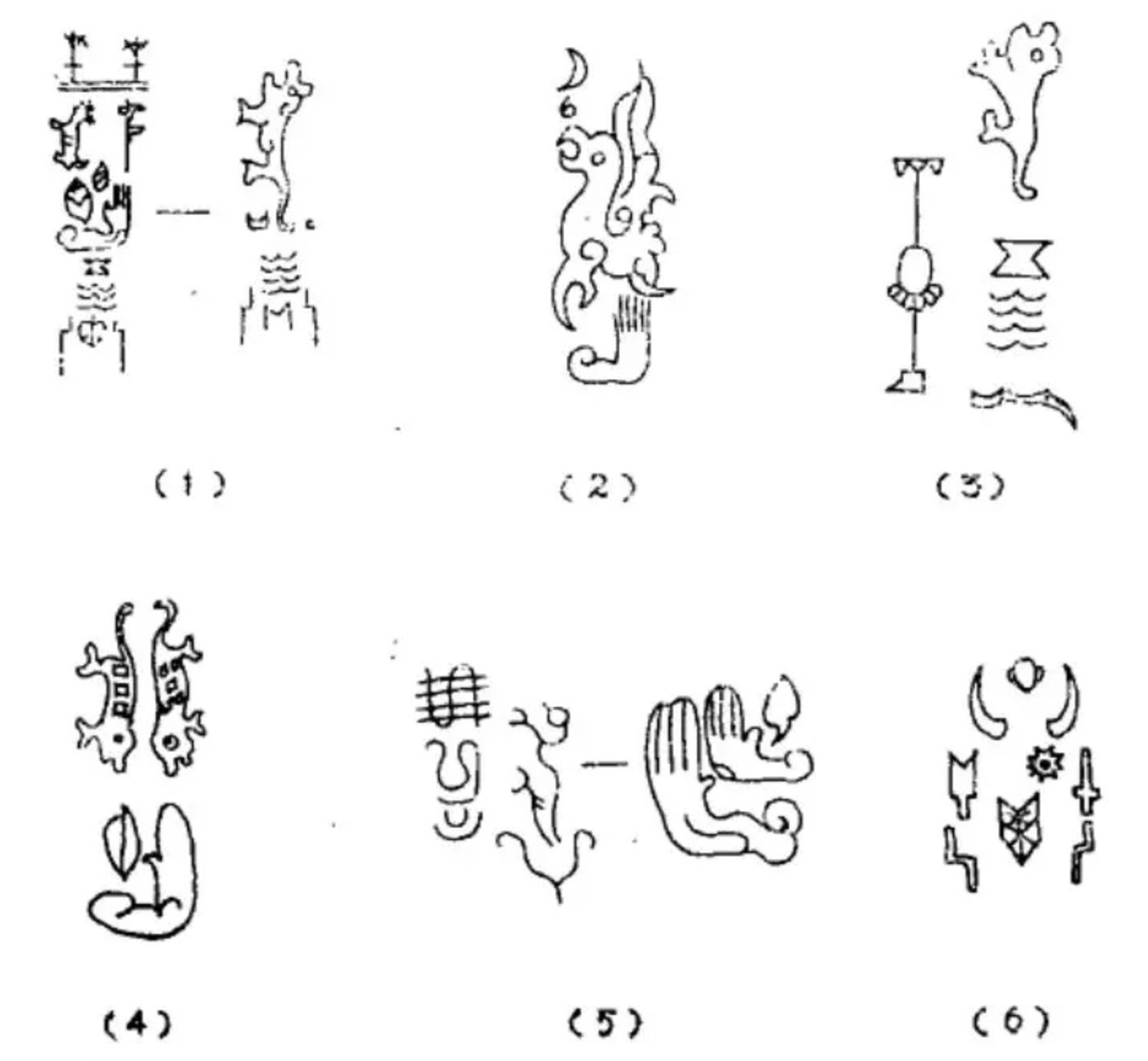
巴蜀圖形文字
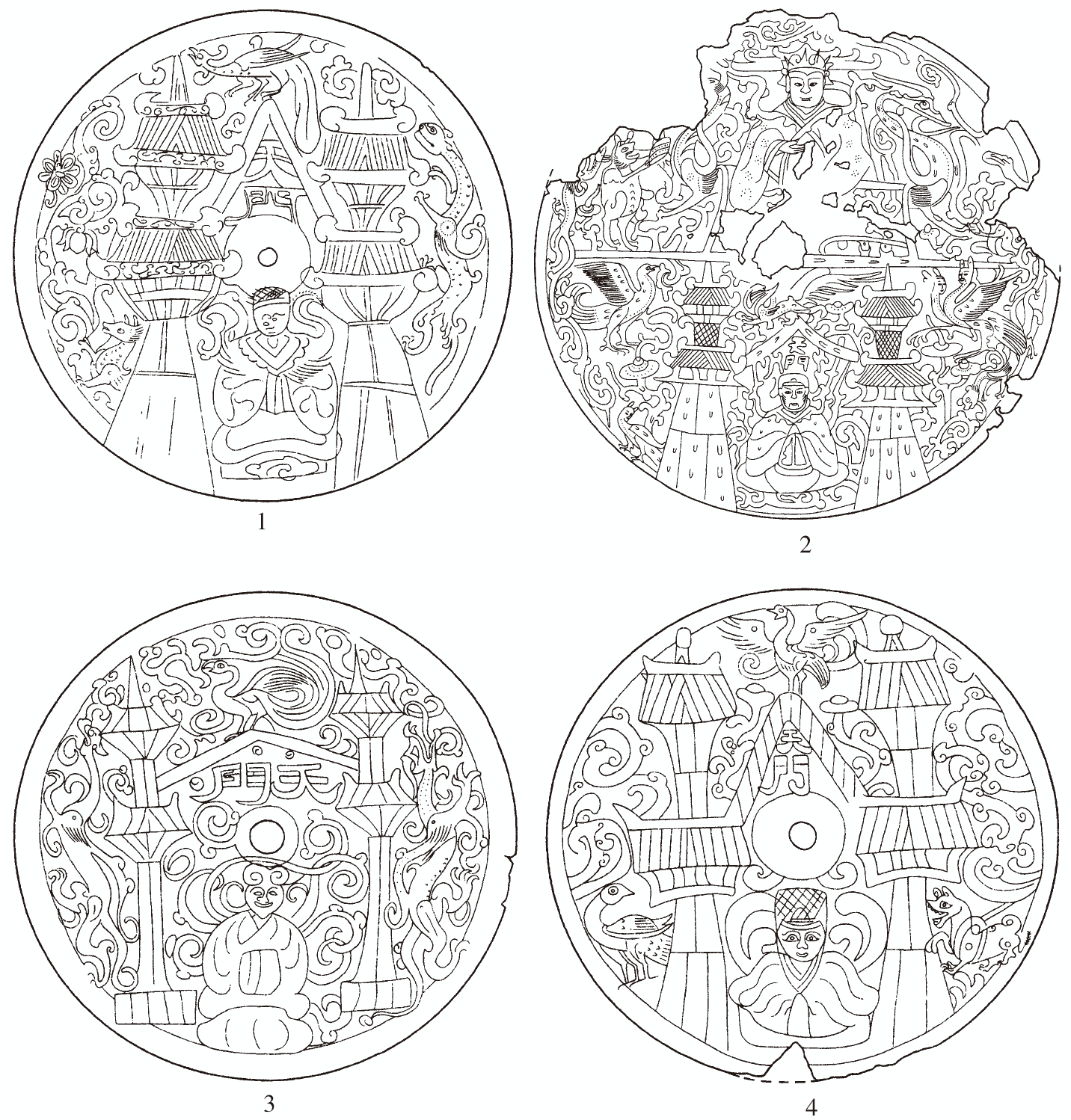
重慶巫山東漢「天門圖像」鎏金銅牌棺飾
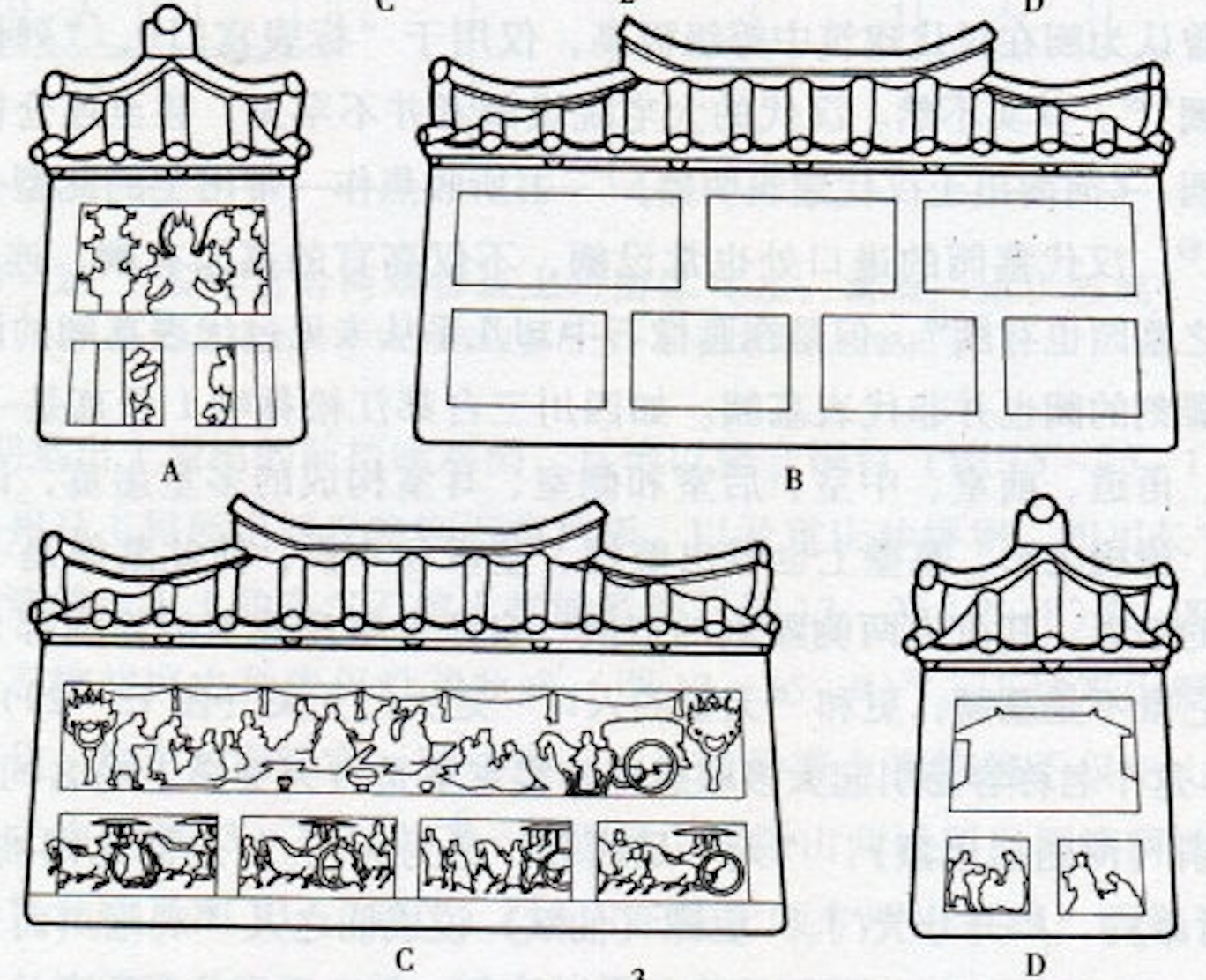
樂山東漢張君墓出土房屋形石棺。源自漢朝四川的屋形棺成為北朝粟特人石堂的原型
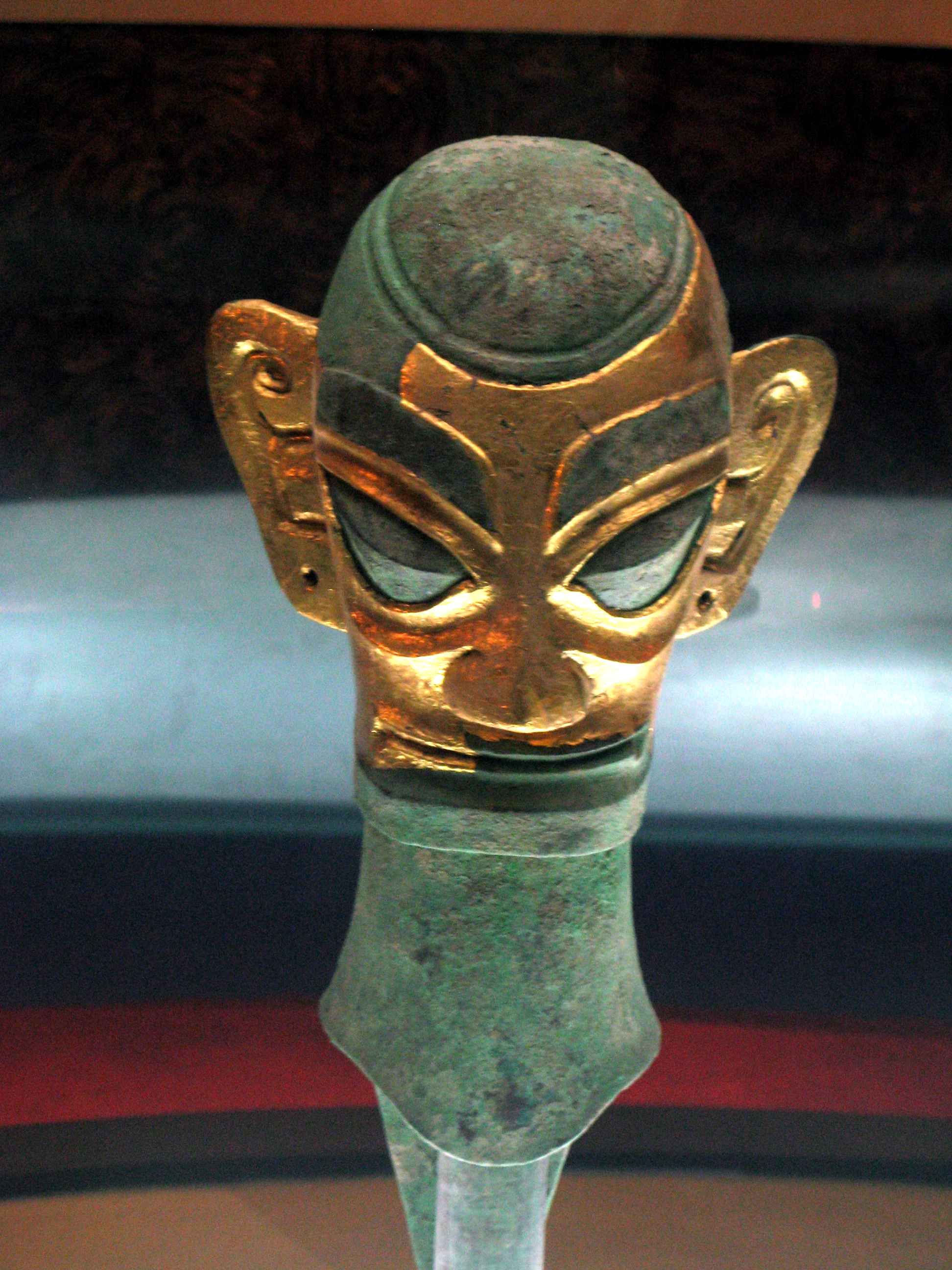
三星堆金面具
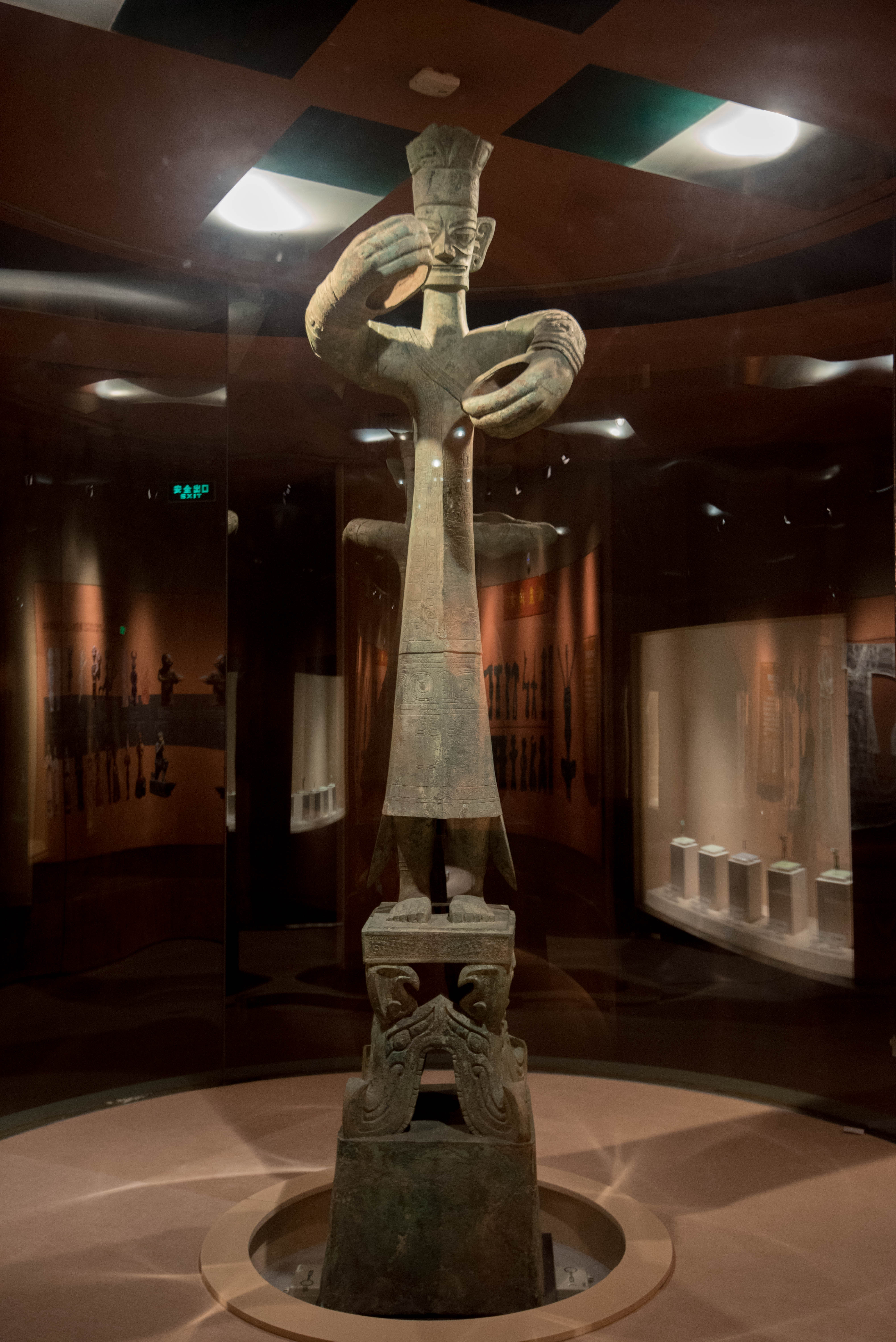
三星堆青銅大祭司像
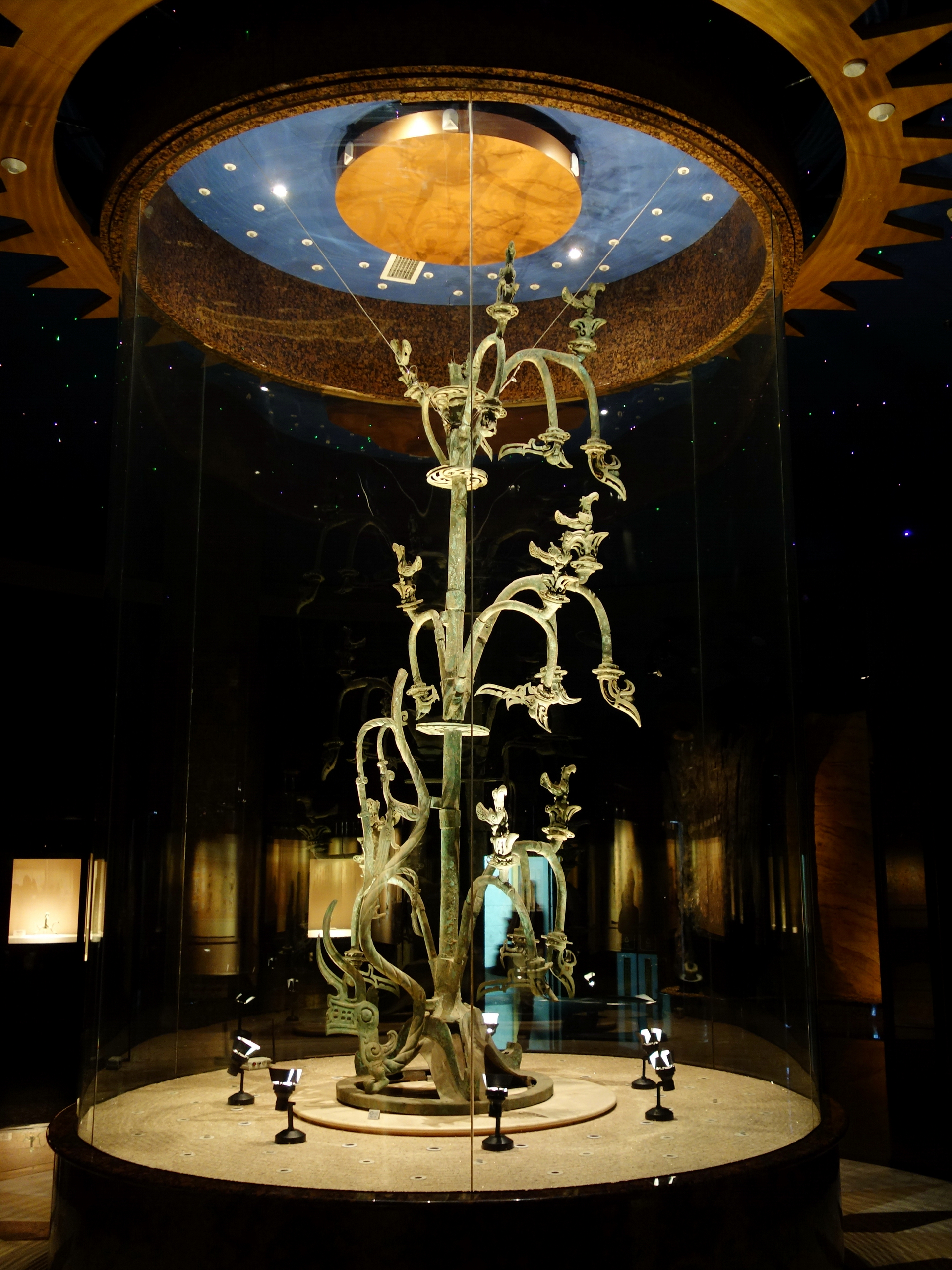
三星堆青銅神樹
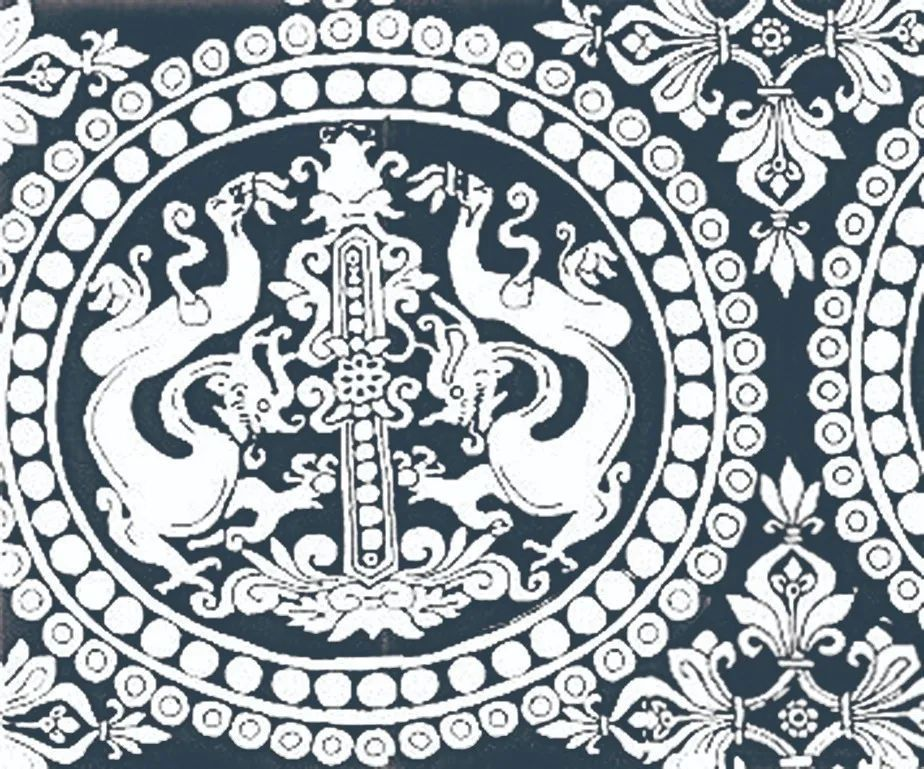
7–10世紀蜀錦「聯珠龍紋錦」
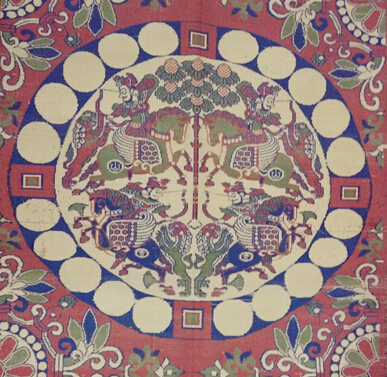
7–10世紀波斯-粟特風格蜀錦「聯珠四天王錦」
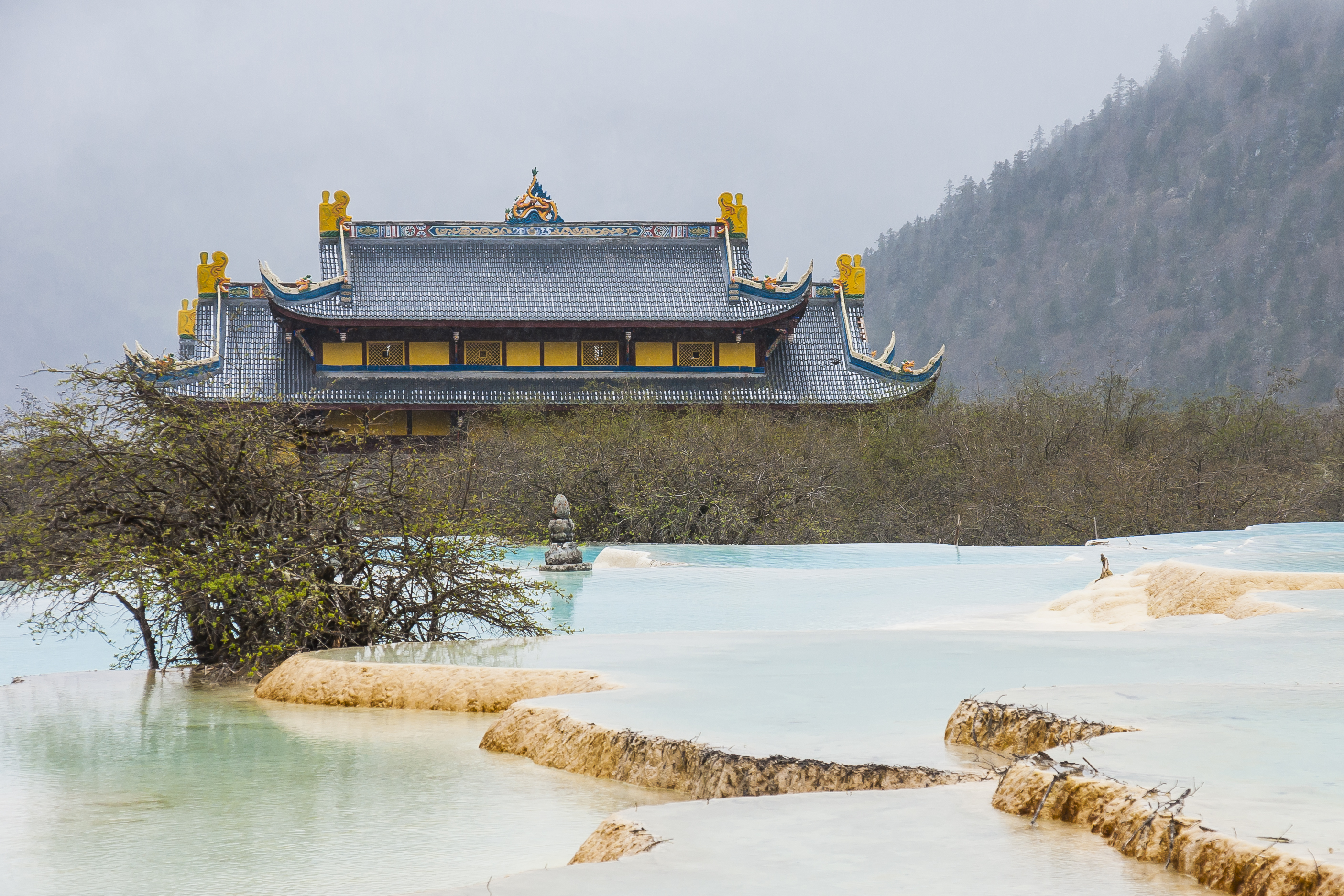
黃龍景區道觀黃龍古寺
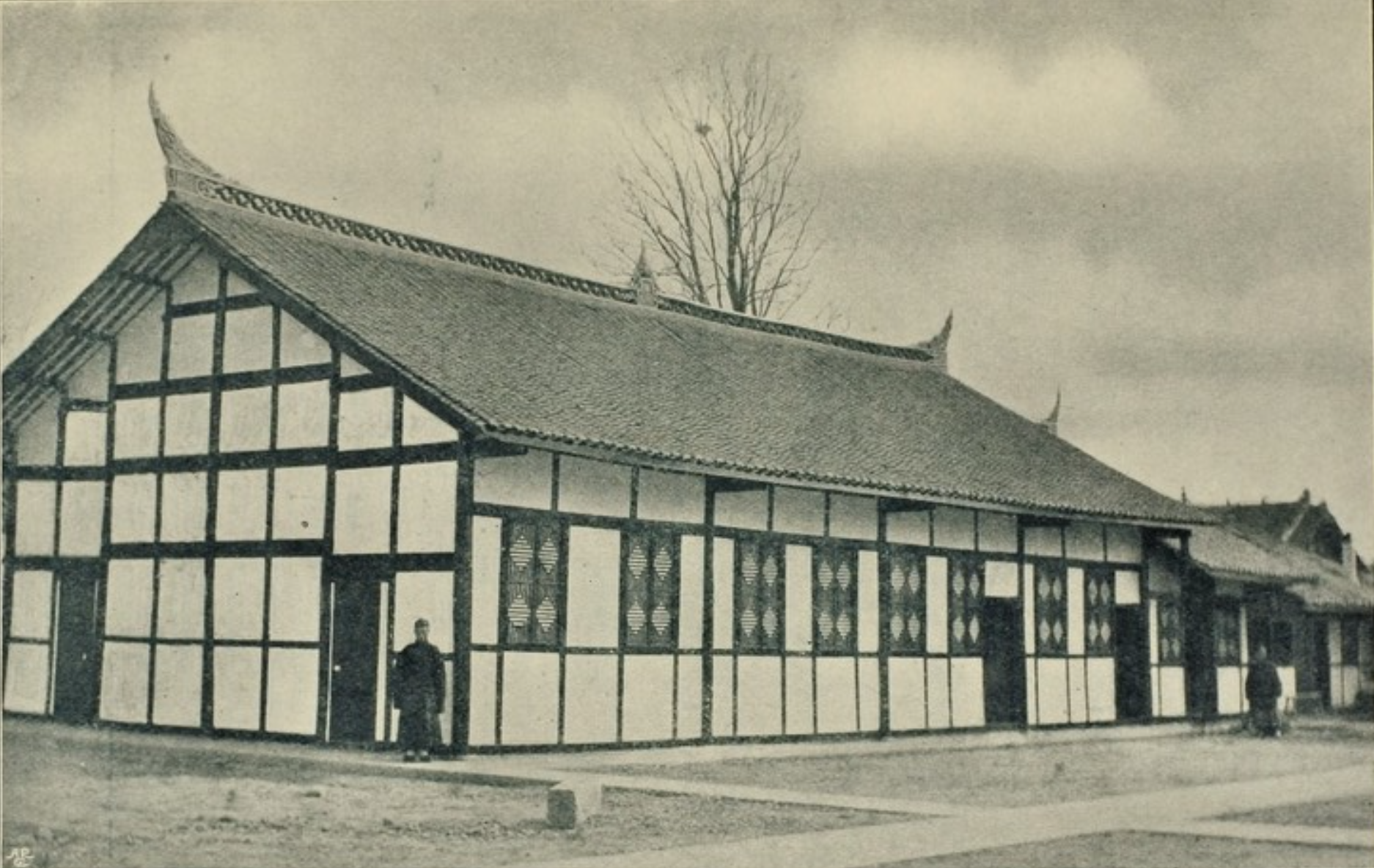
川西民居式建築潼川禮拜堂

## 引用
1. ↑  . 华夏经纬网.   [2015-08-16]. （原始内容存档于2019-05-02）.
2. ↑  . 汗青网.   [2015-08-16]. （原始内容存档于2016-03-04）.
3. ↑  袁庭栋：《巴蜀文化志》，四川出版集团·巴蜀书社，2009年5月，ISBN 978-7-80752-357-4
4. ↑  萧易：《古蜀国：故乡还是他乡？》，先锋国家历史，2009年5月
5. ↑  谭继和：《巴蜀文化辨思集》，四川出版集团·四川人民出版社，2004年6月
6. ↑  袁 1998，第241–246頁.
7. ↑  袁 1998，第150頁.
8. ↑  榎, 一雄.  (PDF). 《東洋學報》. 1947, 31 (2): p. 247  [2024-10-20]. （原始内容存档 (PDF)于2024-11-27） （日语）.
9. ↑  黎國韜. . lib.silkroads.org.cn. 2004  [2024年8月8日]. （原始内容存档于2020年11月2日）.
10. ↑  Latourette, Kenneth Scott. . Piscataway, New Jersey: Gorgias Press. 2009: p. 239 [1929]. ISBN 978-1-59333-786-5 （英语）.
11. ↑  . wxg.org.cn.   [2024-05-04]. （原始内容存档于2024-05-05） （中文（简体））.
12. ↑  李, 忠東; 譚, 禕波. . 北京: 中國旅遊出版社. 2014  [2024-05-04]. ISBN 9787503248948. （原始内容存档于2024-04-25） （中文（简体））.
13. ↑  . 华夏经纬网.   [2015-08-16]. （原始内容存档于2021-03-13）.
14. ↑  . 中国网 china.com.cn.   [2015-08-16]. （原始内容存档于2019-05-02）.
15. ↑  Wu, Hung. . Orientations. Vol. 33 no. 5 (Hong Kong). 2002: p. 40 （英语）.